# Liste der Nummer-eins-Hits in den Cash Box Charts (1970)
Diese Liste enthält alle Nummer-eins-Hits in den amerikanischen Cash Box Charts im Jahr 1970. Es gab in diesem Jahr 32 Nummer-eins-Singles.
| Singles |
| --- |
| - Diana Ross & The Supremes – Someday We'll Be Together - 2 Wochen (27. Dezember 1969 – 9. Januar 1970) - B. J. Thomas – Raindrops Keep Fallin' On My Head - 2 Wochen (10. Januar – 23. Januar) - The Jackson Five – I Want You Back - 1 Woche (24. Januar – 30. Januar) - Shocking Blue – Venus - 3 Wochen (31. Januar – 20. Februar) - Sly & The Family Stone – Thank You (Falettinme Be Mice Elf Agin) - 1 Woche (21. Februar – 27. Februar) - Simon & Garfunkel – Bridge Over Troubled Water - 4 Wochen (28. Februar – 27. März) - The Beatles – Let It Be - 4 Wochen (28. März – 24. April) - The Jackson Five – ABC - 1 Woche (25. April – 1. Mai) - Norman Greenbaum – Spirit in the Sky - 2 Wochen (2. Mai – 15. Mai) - The Guess Who – American Woman - 2 Wochen (16. Mai – 29. Mai) - Simon & Garfunkel – Cecilia - 1 Woche (30. Mai – 5. Juni) - Ray Stevens – Everything Is Beautiful - 1 Woche (6. Juni – 12. Juni) - The Beatles – The Long and Winding Road - 2 Wochen (13. Juni – 26. Juni) - The Jackson Five – The Love You Save - 2 Wochen (27. Juni – 10. Juli) - Three Dog Night – Mama Told Me (Not to Come) - 2 Wochen (11. Juli – 24. Juli) - The Temptations – Ball of Confusion (That's What the World Is Today) - 1 Woche (25. Juli – 31. Juli) - The Carpenters – (They Long to Be) Close to You - 1 Woche (1. August – 14. August) - Bread – Make It With You - 1 Woche (15. August – 21. August) - Stevie Wonder – Signed, Sealed, Delivered I'm Yours - 1 Woche (22. August – 28. August) - Eric Burdon & War – Spill the Wine - 1 Woche (29. August – 4. September) - Edwin Starr – War - 2 Wochen (5. September – 18. September) - Clarence Carter – Patches - 1 Woche (19. September – 25. September) - Diana Ross – Ain't No Mountain High Enough - 1 Woche (26. September – 2. Oktober) - Creedence Clearwater Revival – Lookin' out My Back Door - 1 Woche (3. Oktober – 9. Oktober) - Dawn – Candida - 1 Woche (10. Oktober – 16. Oktober) - Neil Diamond – Cracklin' Rosie - 1 Woche (17. Oktober – 23. Oktober) - The Jackson Five – I'll Be There - 2 Wochen (24. Oktober – 6. November) - The Carpenters – We've Only Just Begun - 1 Woche (7. November – 13. November) - R. Dean Taylor – Indiana Wants Me - 1 Woche (14. November – 20. November) - The Partridge Family – I Think I Love You - 3 Wochen (21. November – 11. Dezember) - Smokey Robinson & The Miracles – The Tears of a Clown - 1 Woche (12. Dezember – 18. Dezember) - George Harrison – My Sweet Lord - 4 Wochen (19. Dezember 1970 – 15. Januar 1971) |